# Костров, Сергей Викторович
Серге́й Ви́кторович Костро́в (род. 1 апреля 1959 года, Москва) — российский учёный, специалист в области фундаментальных основ биотехнологии, биохимии и белковой инженерии. Доктор химических наук, профессор, член-корреспондент РАН (29.05.2008, Отделение биологических наук). Директор Института молекулярной генетики РАН (с 2006).

## Биография
Окончил кафедру вирусологии МГУ им. М. В. Ломоносова.
С 1989 года профессор кафедры биотехнологии и промышленной фармации Московского технологического университета, член диссертационного совета Д 212.120.01 при нём.
Член научно-технического Совета НБИКС-Центра Национального исследовательского центра «Курчатовский институт», член экспертного совета «Российского фонда фундаментальных исследований».
Главный редактор журнала «Молекулярная генетика, микробиология и вирусология», член редколлегии журнала «Биотехнология».
Руководитель 8 кандидатских диссертаций и консультант 1 докторской диссертации.
Автор 92 научных работ (статьи, монографии, патенты), в том числе в зарубежных изданиях.